# René Richter (Radsportler)

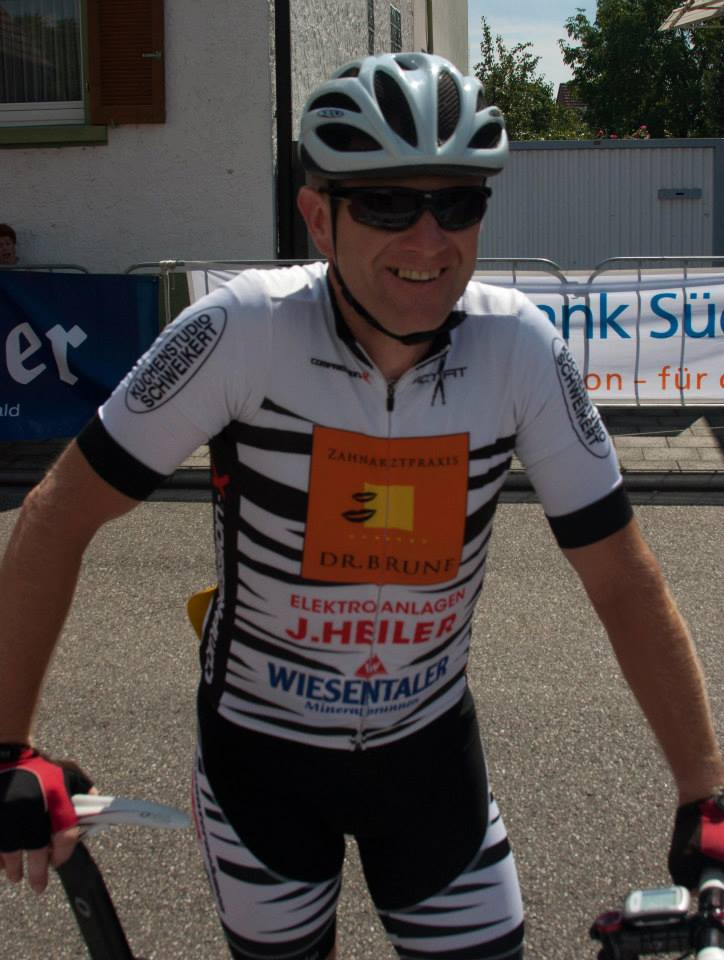
René Richter beim Rennen in Bellheim 2013

René Richter (* 30. Oktober 1967 in Lübben) ist ein deutscher Radrennfahrer.
Richter wurde 1988 DDR-Bahnmeister im Punktefahren. 1989 siegte er in der nationalen Meisterschaft auf der Winterbahn in der Mannschaftsverfolgung mit Michael Bock, Cedric Güthe und Erik Zabel die Mannschaftsverfolgung.
Seit 2009 fährt er für den RV 1898 Kirrlach Seniorenrennen. Ein weiterer großer Erfolg in seiner beeindruckenden Radfahrer Karriere ist die Teilnahme beim Weltrekord der längsten Fahrradkette im Oktober 2023 in Kronau.
Am 14. Oktober 2023 war er Teilnehmer beim RID-Weltrekordversuch für die „längste statische Fahrrad-Schlange“ bei der Gemeinde Kronau in Baden-Württemberg, als der RID-Weltrekord (aus Berlin, 2015) von bis dahin 1448 auf 1502 Fahrräder verbessert wurde.
Im März 2024 wurde René Richter auf der Jahreshauptversammlung in Sinzheim-Kartung einstimmig zum neuen Präsidenten des Badischen Radsport Verband gewählt.